# Eumegethes tenuis
Eumegethes tenuis là một loài bướm đêm trong họ Geometridae.